# Nicolas Michel
Nicolas Michel (* 7. November 1949 in Freiburg im Üechtland) ist ein Schweizer Jurist.

## Leben
Nicolas Michel hat einen Master of Arts in internationalen Beziehungen der Georgetown University 1979 und einen Doktortitel in Rechtswissenschaften der Universität Fribourg. 1987 wurde er Professor für Völkerrecht und Europarecht an derselben Universität, eine Position, die er bis 1998 innehatte.
2007 erhielt er die Ehrendoktorwürde der Robert-Schuman-Universität in Strassburg, im folgenden Jahr wurde er erneut Professor für Völkerrecht an der Universität Genf, am Graduierteninstitut für Internationale Studien und Entwicklungsforschung in Genf und an der Akademie für humanitäres Völkerrecht in Genf (ADH).
Anschliessend wurde Nicolas Michel Rechtsberater des Eidgenössischen Departements für auswärtige Angelegenheiten (1998–2003) und Vorsitzender des Ausschusses der Rechtsberater für Völkerrecht des Europarates (2003–2004). 2004 wurde er zum Präsidenten des Instituts für anthropologische Studien Philanthropos in Freiburg ernannt.
Von 2004 bis 2008 war er Leiter der Rechtsabteilung der Vereinten Nationen, wo er zum Sonderberater und Vermittler im Grenzstreit zwischen Äquatorialguinea und Gabun ernannt wurde.

## Schriften (Auswahl)
- La conclusion des marchés publics. Les procédures de mise en soumission et d'adjudication des travaux et fournitures par les collectivités publiques. Droit suisse et droit international. Genf 1979, ISBN 2-8257-0056-8.
- La prolifération nucléaire. Le régime international de non-prolifération des armes nucléaires et la Suisse. Freiburg im Üechtland 1990, ISBN 2-8271-0463-6.
- Les marchés publics dans la jurisprudence européenne. Exposé systématique des arrêts et ordonnances de la Cour de Justice des Communautés Européennes. Freiburg im Üechtland 1995, ISBN 2-8271-0712-0.
- Droit public de la construction. Aménagement du territoire, protection de l'environnement, police des constructions, expropriation, marchés publics. Cadre législatif et jurisprudence. Freiburg im Üechtland 1997, ISBN 2-8271-0762-7.